# Meteorium subpolytrichum
Meteorium subpolytrichum là một loài Rêu trong họ Meteoriaceae. Loài này được (Besch.) Broth. miêu tả khoa học đầu tiên năm 1906. Trong danh pháp hai phần thì -subpolytrichum trong tiếng latin mang nghĩa gần như nhiều lông để mô tả đặc điểm nhận dạng của loài này có phần lá vảy trông như là nhiều lông.